# Bankdrukken op de Paralympische Zomerspelen 1992
Op de IXe Paralympische Spelen die in 1992 werden gehouden in het Spaanse Barcelona was, waar ook dat jaar de Olympische Spelen werden gehouden. Dit was de laatste keer dat de Zomer en de Winter Spelen in hetzelfde jaar werden gehouden. Bankdrukken was een van de 16 sporten die werden beoefend tijdens deze spelen. Voor Nederland waren er geen sporters aanwezig bij het bankdrukken.

## Evenementen
Er stonden tien evenementen op het programma, 
- tot 48 kg
- tot 52 kg
- tot 56 kg
- tot 60 kg
- tot 67.5 kg
- tot 75 kg
- tot 82.5 kg
- tot 90 kg
- tot 100 kg
- over 100 kg

## Mannen
| Klasse      | gewicht | land | Goud                | land | Zilver               | land | Brons                |
| ----------- | ------- | ---- | ------------------- | ---- | -------------------- | ---- | -------------------- |
| tot 52 kg   | 165     | NGR  | Monday Emoghawve    | KOR  | Jung Yong Kwak       | EGY  | Talaat Elsdek        |
| tot 52 kg   | 177.5   | EGY  | Gomma G. Ahmed      | USA  | Chris O'Neill        | POL  | Andrzej Gren         |
| tot 56 kg   | 167.5   | KOR  | Sang Jin Youn       | POL  | Krzysztof Owsiany    | EGY  | Abd Elmonem Farag    |
| tot 60 kg   | 170     | EGY  | Emadeldin Mohamed   | POL  | Henryk Kohnke        | KOR  | Dae Heon Shin        |
| tot 67.5 kg | 187.5   | POL  | Ryszard Fornalczyk  | EGY  | Said M. Abd El Hafez | BEL  | M. Said              |
| tot 75 kg   | 187.5   | SWE  | Kristoffer Hulecki  | BEL  | Pierre Vanderheyden  | EGY  | Mossad Eleraki       |
| tot 82.5 kg | 192.5   | GER  | Bernd Vogel         | NOR  | Frank Gyland         | POL  | Miroslaw Maliszewski |
| tot 90 kg   | 212.5   | POL  | Ryszard Tomaszewski | GBR  | Nicholas Slater      | POL  | Janusz Sala          |
| tot 100 kg  | 200     | POL  | Krzysztof Palubicki | FRA  | Jean-Luc Darrondeau  | SWE  | Tommy Leck           |
| over 100 kg | 205     | SWE  | Bengt Lindberg      | EGY  | Mohamed Sarhan       | SUI  | Alfredo Battistini   |

Atletiek · Bankdrukken · Basketbal · Boogschieten · Boccia · CP-voetbal · Gewichtheffen · Goalball · Judo · Schermen · Schietsport · Tafeltennis · Tennis · Volleybal · Wielersport · Zwemmen
New York & Stoke Mandeville 1984 ·
Seoel 1988 ·
Barcelona 1992 ·
Atlanta 1996 ·
Sydney 2000 ·
Athene 2004 ·
Peking 2008 ·
Londen 2012 ·
Rio de Janeiro 2016 ·
Tokio 2020 ·
Parijs 2024 ·
Los Angeles 2028